# Atelier 5

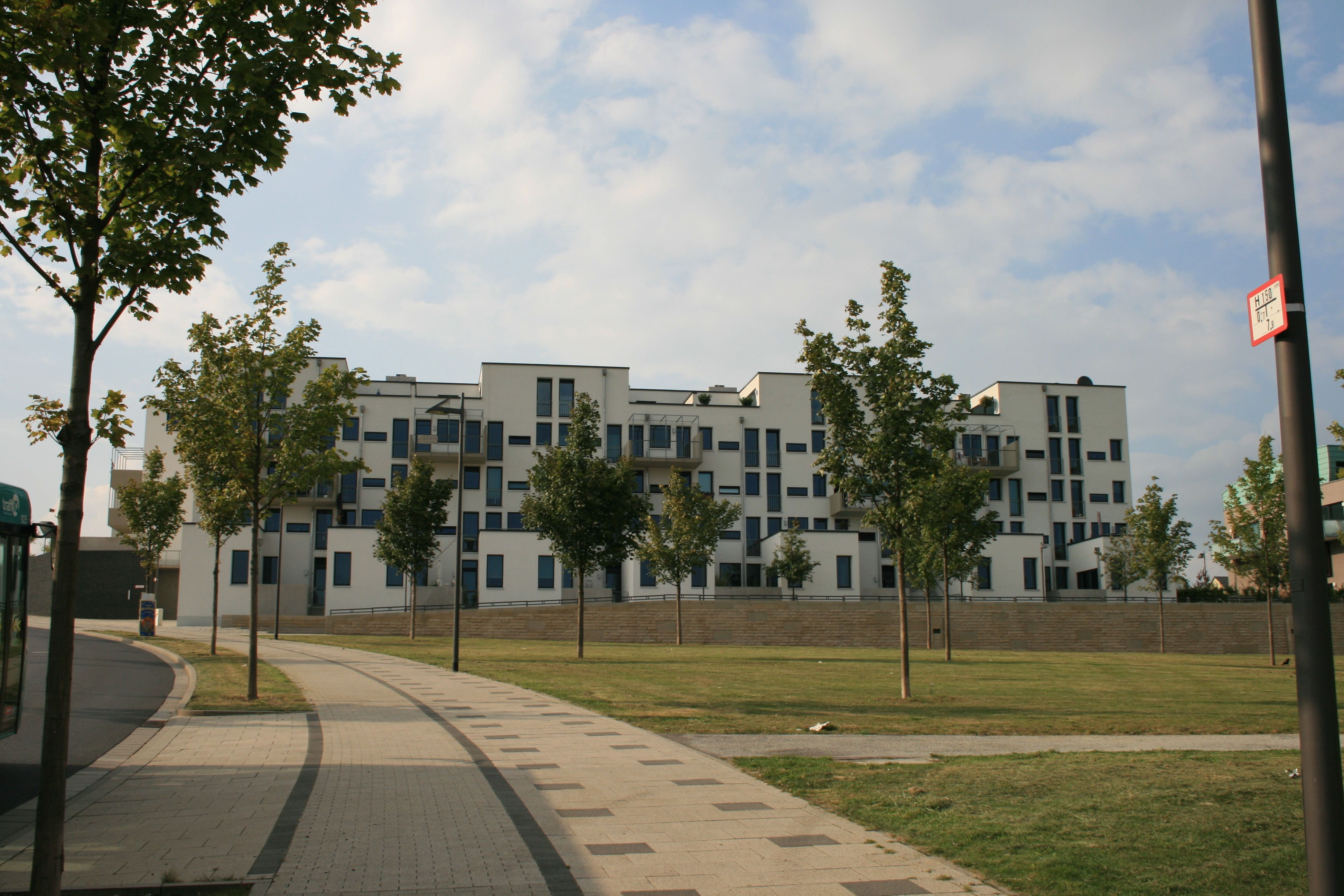
Proyecto "Take 5" en Riedberg de Frankfurt.

Atelier 5 es un estudio de arquitectura fundado en 1955 en Berna (Suiza) por los cinco arquitectos Erwin Fritz, Samuel Gerber, Rolf Hesterberg, Hans Hostettler y Alfredo Pini; poco después se plegaron también Niklaus Morgenthaler y Fritz Thormann. 
Su proyecto realizado entre 1958 y 1962 "Siedlung Halen" es un ejemplo precursor a nivel mundial en la época de la segunda posguerra. Las referencias a Le Corbusier son claras, así como el uso del hormigón; en consecuencia, la obra del Atelier 5 fue clasificada durante los años 1960 dentro del Nuevo Brutalismo.
Además de otras obras en el programa de vivienda (Thalmatt, Ried, Hamburg-Rotherbaum, Dreikönigshöfe-Mainz) lograron soluciones ejemplares en arquitectura hospitalaria (Spital Schwarzenburg), en construcciones en entornos históricos (Amtshaus Bern, Justizzentrum Potsdam), en edificios institucionales y representativos (Hypovereinsbank Luxemburg) y en obras de urbanismo (Port-Libben Prag, Erfurt Ringelberg).

## Obras (selección)
| Proyecto                         | Ubicación       | Años        |
| -------------------------------- | --------------- | ----------- |
| Siedlung Halen                   | Berna           | 1958 - 1962 |
| Sieldung Thalmatt                | Herrenschwanden | 1967 - 1974 |
| Wohnbauten Brunnadern            | Berna           | 1968 - 1970 |
| Mensa Universität Stuttgart      | Stuttgart       | 1970 - 1976 |
| Amtshaus Bern                    | Berna           | 1976 - 1981 |
| Valiantbank Bern                 | Berna           | 1976 - 1981 |
| Spital Schwarzenburg             | Schwarzenburg   | 1981 - 1987 |
| Chronischkrankenheim Wittikofen  | Berna           | 1983 - 1989 |
| Siedlung Ried                    | Ried            | 1983 - 1990 |
| Siedlung Schlosspark Sinneringen | Sinneringen     | 1991 - 1996 |
| Hypovereinsbank Luxemburg        | Luxemburgo      | 1993 - 2000 |
| CS Paradeplatz Zürich            | Zúrich          | 1994 - 2002 |
| Umbau Bahnhof Bern               | Berna           | 1999 - 2003 |
| Wohnbauten Hamburg Rotherbaum    | Hamburgo        | 1993 - 1998 |
| Dreikönigshöfe Mainz             | Maguncia        | 2001 - 2005 |
| Liben-Docks Prag                 | Praga           | 1993 - 2000 |
| Hochschule für Landwirtschaft    | Berna           | 2007        |
| Take 5 Frankfurt                 | Fráncfort       | 2007 - 2008 |
| Hauptsitz der Credit Suisse      | Zúrich          | 2008        |
| Katholisches Zentrum Riedberg    | Fráncfort       | 2008        |

## Literatura

### Revistas
- Die Computerjahre. Beilage Hochparterre 10/2005, Zürich
- Casabella November1995, Milano
- Edilizia Popolare, Roma julio-octubre de 1993
- Architecture and Urbanisme 1/1993, Tokio
- Grosse Architekten, Gruner und Jahr, Hamburg 1992
- Häuser 2/1989, Hamburg
- Baumeister 8/1985, München
- Werk Bauen+Wohnen 7/8/1980, Zürich
- Architecture and Urbanisme 12/1971, Tokio
- The Kentiku Juni 1964, Tokio
- Casabella 285/1961

### Libros
- Studio Paperback Atelier 5, mit einer Einleitung von Friedrich Achleitner, Verlag Birkhäuser, Basel 2000.
- Atelier 5, Siedlungen und städtebauliche Projekte, mit einem Essay von Kenneth Frampton, Braunschweig, Wiesbaden 1994, Basel, Berlín, Boston 2000.
- Das Seminar. Atelier 5, Balthasar Burkhard, Niele Torroni, Giairo Daghini. Verlag Ammann, Zürich 1988.
- Atelier 5, 26 ausgewählte Bauten. Verlag Ammann, Zürich 1986.
- Siedlungen. Atelier 5, Verlag Ammann, Zürich 1984.
- Architektur und Tageslicht. Atelier 5, Verlag Ammann, Zürich 1984.
- Für das Kunstwerk. Rémy Zaugg, Atelier 5, Verlag Ammann, Zürich 1983.
- Wohnort Halen. Eine Architekturreportage. Esther und Fritz Thormann, Niggli Verlag, Teufeln 1972 (jetzt Sulgen/Zürich).

### Escritos
- 50 Jahre nach Halen, Interview mit Jacques Blumer in: Raimund Blödt, Frid Bühler, Faruk Murat, Jörg Seifert: Beyond Metropolis. Eine Auseinandersetzung mit der verstädterten Landschaft. Niggli Verlag, Sulgen/Zürich 2006, ISBN 3-7212-0583-9.
- Erfahrungen mit der Entwicklung neuer Wohnformen, Stuttgart 1999.
- Die Kamele des Atelier 5, Archithese 4/1995.
- Planung macht noch keine Architektur, Hochparterre 4/1993.
- Liegt die Zukunft der Stadt in der Agglomeration? Stadtplanung in Bern, Bern 1989.
- Versuche gegen übliche Spitalatmosphäre, Baumeister 2/1985.
- Atelier 5, Versuche im Gemeinsamen Wohnen, Architekturkonzepte der Gegenwart, Stuttgart 1983.